# Wólka (powiat krośnieński)
Wólka (dawniej Wulka) – wieś w Polsce, w województwie podkarpackim, w powiecie krośnieńskim, w gminie Rymanów.
Pod koniec XIX wieku właścicielką tabularną dóbr we wsi była hr. Anna Potocka. W 1911 właścicielem tabularnym był Jan Potocki, posiadający 91 ha.